# San Vito Chietino
San Vito Chietino es un municipio de 4.998 habitantes en la provincia de Chieti. Es una localidad eminentemente turística, conocida por sus playas.

## Geografía
San Vito Chietino está situado sobre una colina rocosa que se extiende frente al mar, desde el que se puede observar un amplio panorama que desde Maiella a Gargano y las islas Tremitas. El pueblo tiene una parte situada en el litoral que se extiende a lo largo de la Costa dei trabocchi e incluye en su territorio el río Feltrino.

## Historia
Los primeros restos de la población son romanos, puesto que ya e en esa época existía un puerto en la desembocadura del Feltrino. Los Longobardos le dieron al puerto el nombre de Wald, que derivó en Gualdum. Durante la Alta Edad Media el puerto de Gualdum tuvo gran prestigio: Carlomagno cedió el feudo con su puerto al monasterio de Casauria.
En el siglo XI al igual que otras localidades adriáticas el puerto decayó y los restos aluviales cubrieron el puerto. Sin embargo, el núcleo en la colina siguió progresando. Se construyó un castillo, del que quedan algunos restos.
En 1385 un documento testifica la propiedad del castillo y puerto de Gualdum de la Abadía de San Giovanni in Venere. Tras decantarse los habitantes del feudo de Sanctum Vitum a favor del Papa Urbano VI, el castillo fue saqueado por los seguidores del antipapa Clemente VII, dirigidos por Ugone degli Orsini. El Abad de San Giovanni in Venere invocó ayuda a la ciudad de Anxano (hoy Lanciano), que consiguió enderezar la situación y obtener así en enfiteusis perpetua el feudo de San Vito pagando un canon anual de 60 carlinos de plata a la abadía de San Giovanni in Venere.
Lanciano vio que el puerto de San Vito era interesante para su comercio y para dar salida a los productors de sus ferias, famosas en toda Italia, y reestructuró el puerto. Esto desencadenó la inquietud de Ortona, que veía amenazada su hegemonía marítima en la zona: Ortona apeló a Ladislao, entonces rey de Nápoles, que revocó la autorización de construcción del puerto a Lanciano.

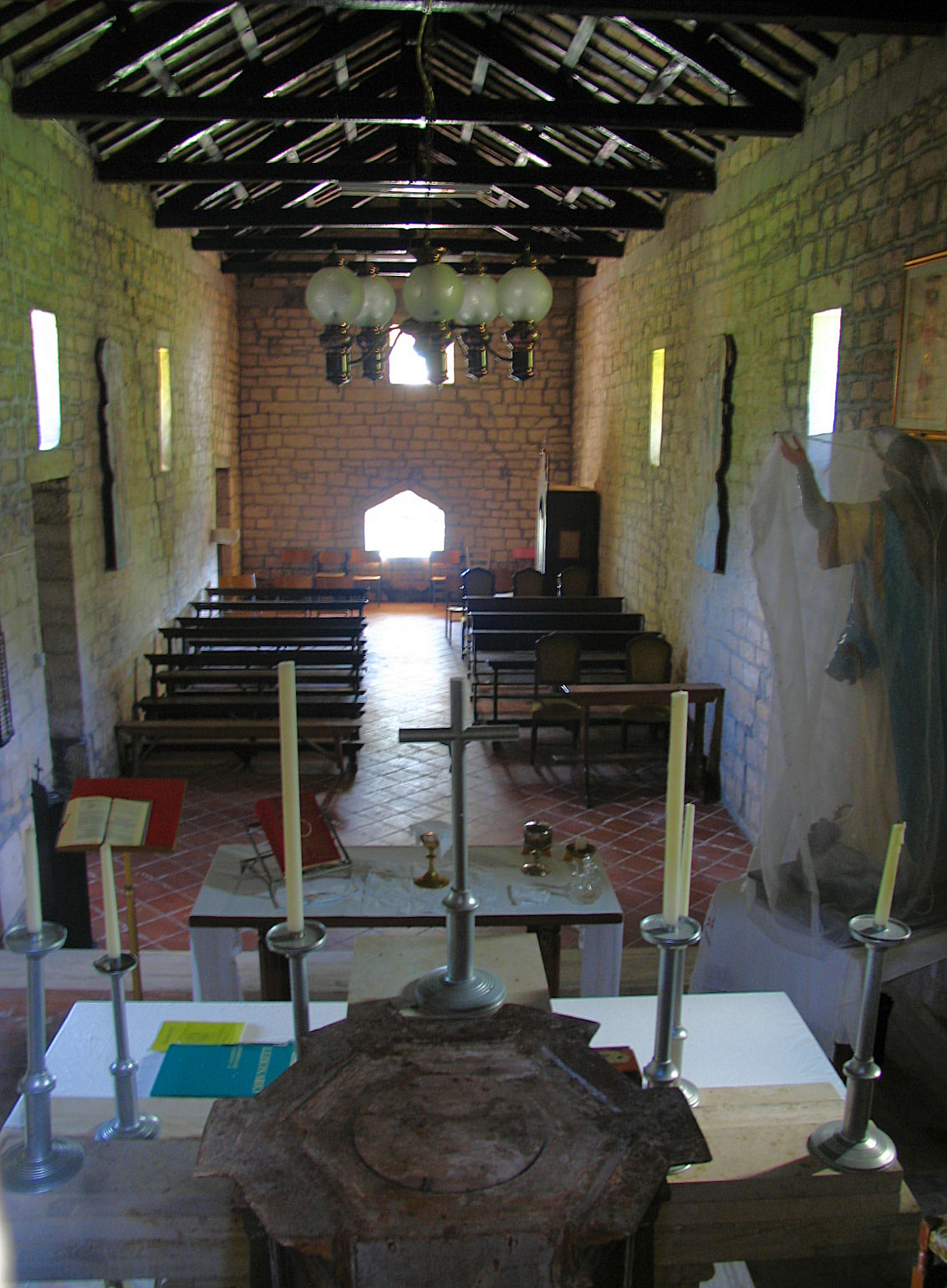
Santa María, interior

Por esta razón se inició un periodo de guerras entre Lanciano y Ortona por el dominio del feudo de San Vito, que iba cambiando de manos. Hubo una tregua gracias a san Juan de Capestrano, que en 1427 puso de acuerdo a las dos ciudades estableciendo el condominio del feudo, pero fue breve.
Durante las guerras de sucesión por el trono del Reino de Nápoles, Lanciano aprovechó la situación para recuperar el puerto de San Vito, que fue reconstruido en poco tiempo y volvió a alcanzar su antiguo esplendor.
Pero pronto reaccionó Ortona: contrató al entonces célebre pirata Mijobarone para que destruyera el puerto y saqueara las casas del pueblo, manteniendo la zona bajo control con una estrategia de terror, a pesar de que el feudo siguiera bajo jurisdicción de Lanciano. Durante el periodo aragonés del Reino de Nápoles el puerto era usado por Lanciano para sus ferias y era un punto neurálgico del comercio marítimo de la zona.
Con la decadencia de las ferias de Lanciano, también declinó el puerto de San Vito que lo llevó al cierre: Lanciano vendió en 1528 el feudo con su puerto a Sancho López, e inició así un largo periodo de influencia de un feudatario u otro. Lanciano recompró el feudo a Martinsicuro por 6.000 Ducados, para revendérselo en 1627 al duque Fernando Majorca di Balneoli por 8.120 ducados. El último feudatario de San Vito fue Ferdinando Caracciolo, duque de Castel di Sangro, que lo adquirió en 1641.
Durante el Risorgimento el pueblo participó en la lucha contra los Borbones y en los primeros años de la unidad de Italia la zona fue objeto de saqueos por parte de bandoleros.
La costa de San Vito fue bombardeada durante la Primera Guerra Mundial.

## Evolución demográfica
| Gráfica de evolución demográfica de San Vito Chietino entre 1861 y 2001 |
|                                                                         |
| Fuente ISTAT - elaboración gráfica de Wikipedia                         |

## Enlaces
- Fotos de San Vito Chietino
- Wikimedia Commons alberga una categoría multimedia sobre San Vito Chietino.

- Datos: Q51289
- Multimedia: San Vito Chietino / Q51289

1. ↑  Worldpostalcodes.org, código postal n.º 66038.
2. ↑  «Codici Catastali». Comuni-italiani.it (en italiano). Consultado el 29 de abril de 2017.